# Pucciniastrum coriariae
Pucciniastrum coriariae är en svampart som beskrevs av Dietel 1900. Pucciniastrum coriariae ingår i släktet Pucciniastrum och familjen Pucciniastraceae.   Inga underarter finns listade i Catalogue of Life.